# Acnemia psylla
Acnemia psylla är en tvåvingeart som beskrevs av Friedrich Hermann Loew 1870. Acnemia psylla ingår i släktet Acnemia och familjen svampmyggor. Inga underarter finns listade i Catalogue of Life.